# Panchlora colombiae
Panchlora colombiae är en kackerlacksart som beskrevs av Morgan Hebard 1919. Panchlora colombiae ingår i släktet Panchlora och familjen jättekackerlackor. Inga underarter finns listade i Catalogue of Life.